# Афганская борзая
Афга́нская борза́я, или афган, — охотничья порода собак. Похожа на салюки, c более густой шерстью. Впервые была привезена на Запад в конце XIX века английскими офицерами, которые служили на индийско-афганской границе. Собака имеет рост в холке около 70 см, длинную шелковистую шерсть.

## Общая характеристика породы
Согласно исследованиям, проведённым учёными из Университета Британской Колумбии под руководством Стенли Корена, афган является одной из самых сложных собак в дрессировке. 
Афганские борзые — любящие и игривые собаки, обожающие общение с человеком. Больше всего они сближаются с одним или двумя людьми из семьи. Эти собаки нуждаются в большом количестве внимания и любви со стороны своих хозяев.

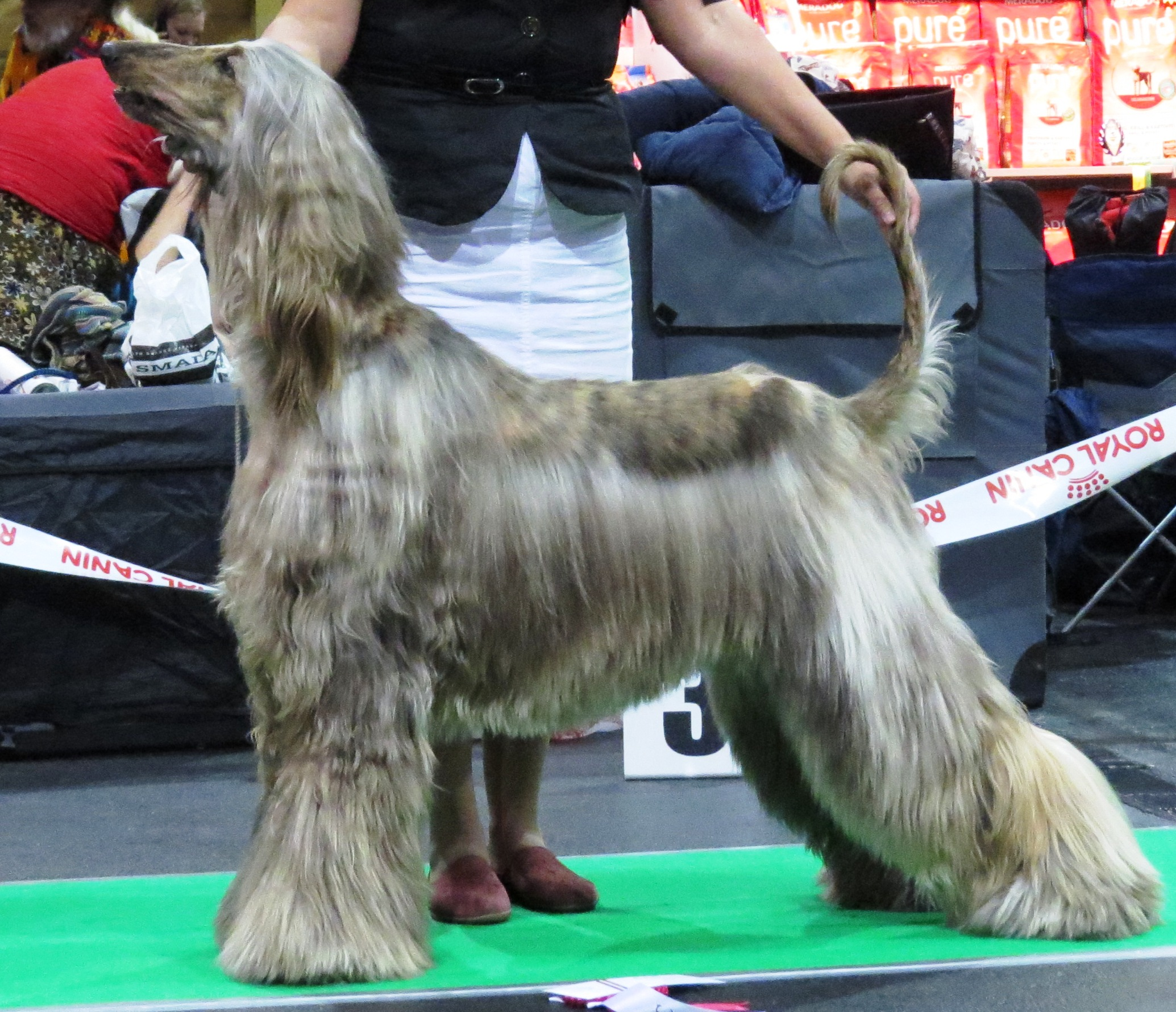
Афганская борзая тигрового окраса

Афганская борзая не подходит для содержания в доме с очень маленькими детьми, потому, что эти собаки часто бывают пугливыми, они могут резко реагировать на громкие, внезапные звуки и резкие движения. Однако, в целом, собаки этой породы очень терпеливы по отношению к детям и любят проводить с ними время.
Хорошо социализированные афганские борзые обычно хорошо сочетаются с другими домашними животными, но могут преследовать непонятных для них маленьких животных (декоративных собак, кошек, грызунов).
Афганские борзые быстрые и проворные собаки. К тому же они искусные прыгуны, поэтому низкие заборы не являются для них существенным препятствием, это следует учитывать при содержании афгана на территории частного дома.

## Внешний вид
Афганская борзая дает впечатление силы и достоинства, сочетание скорости и мощи.
Череп длинный, не слишком узкий с выраженным затылочным бугром. Морда длинная с мощными и крепкими челюстями. Мочка носа чёрная, у собак со светлым окрасом может быть коричневая. Глаза треугольной формы, чуть приподняты вверх, тёмные или золотистые. Уши посажены низко и сзади, плотно прижаты к голове, покрыты длинной шерстью.
Шея длинная с гордо поставленной головой. Спина умеренной длины, мускулистая, горизонтальная, с небольшим наклоном к хвосту. Ребра умеренно изогнутые, грудь глубокая. Поясница прямая, широкая и короткая. Кости таза довольно выражены и широко расставлены. Хвост поставлен низко, загнут в кольцо,  шерсть на хвосте редкая, свисающая вниз.
Конечности у афгана крепкие и сильные. Передние лапы крупные как в длину, так и в ширину, покрыты длинной и обильной шерстью. Задние ноги мощные, значительной длины между бедром и плюсной, но относительно короткие от скакательного сустава до лапы. Задние лапы длинные, но не такие широкие как передние, также обильно покрыты шерстью. 
Движения афганской борзой упругие и очень стильные.
Шерсть длинная и очень мягкая на ребрах, на передних и задних конечностях и боках. У взрослых борзых от плеч назад и вдоль спины шерсть короткая и плотно прилегающая. От лба и назад шерсть длинная с отчетливым топ-нотом. На морде короткая шерсть, уши и ноги хорошо хорошо оброслые. Окрасы всевозможные.
Высота кобелей от 68 до 74 см, сук от 63 до 69 см. Вес около 22,5—27 кг.

## История
Афган — древняя порода. По легенде, он был среди животных, которых Ной взял в свой ковчег. Но в любом случае, несомненно, что на Ближнем Востоке какая-то разновидность афгана существовала тысячелетия назад — писал Г. Харрап в книге «Собаки — чемпионы мира». Полагают, что современный афган получен в результате скрещивания древней афганской борзой с салюки. Как бы то ни было, собака, похожая на салюки, проникла, возможно, через Персию в Афганистан, где «обзавелась» длинной лохматой шерстью для защиты от сурового климата высокогорий.
Первый клуб любителей этой породы был организован в Великобритании в 1926 году, и в том же году афганскую борзую официально признал Американский клуб собаководства.